# Erzbistum Santa Maria
Das Erzbistum Santa Maria (lateinisch Archidioecesis Sanctae Mariae, portugiesisch Arquidiocese de Santa Maria) ist ein römisch-katholisches Erzbistum mit Sitz in Santa Maria im Bundesstaat Rio Grande do Sul im Süden Brasiliens.

## Geschichte
Das Bistum wurde am 15. August 1910 durch Papst Pius X. aus dem damaligen Bistum São Pedro do Rio Grande, dem heutigen Erzbistum Porto Alegre, heraus gegründet; erster Bischof war Miguel de Lima Valverde. Mehrfach wurden Gebiete abgegeben zur Gründung von Bistümern, wie Passo Fundo (1951), Frederico Westphalen (1961), Cruz Alta (1971) und Cachoeira do Sul (1991). 
Am 13. April 2011 wurde es durch Papst Benedikt XVI. zum Erzbistum mit Sitz eines Metropoliten erhoben.

## Ordinarien

### Bischöfe
- Miguel de Lima Valverde (1911–1922)
- Ático Eusébio da Rocha (1922–1928), später Bischof von Cafelândia
- Antônio Reis (1931–1960)
- Luís Victor Sartori (1960–1970)
- Érico Ferrari (1971–1973)
- José Ivo Lorscheiter (1974–2004)
- Hélio Adelar Rubert (2004–2011)

### Erzbischöfe
- Hélio Adelar Rubert (2011–2021)
- Leomar Antônio Brustolin (seit 2021)

## Weblinks

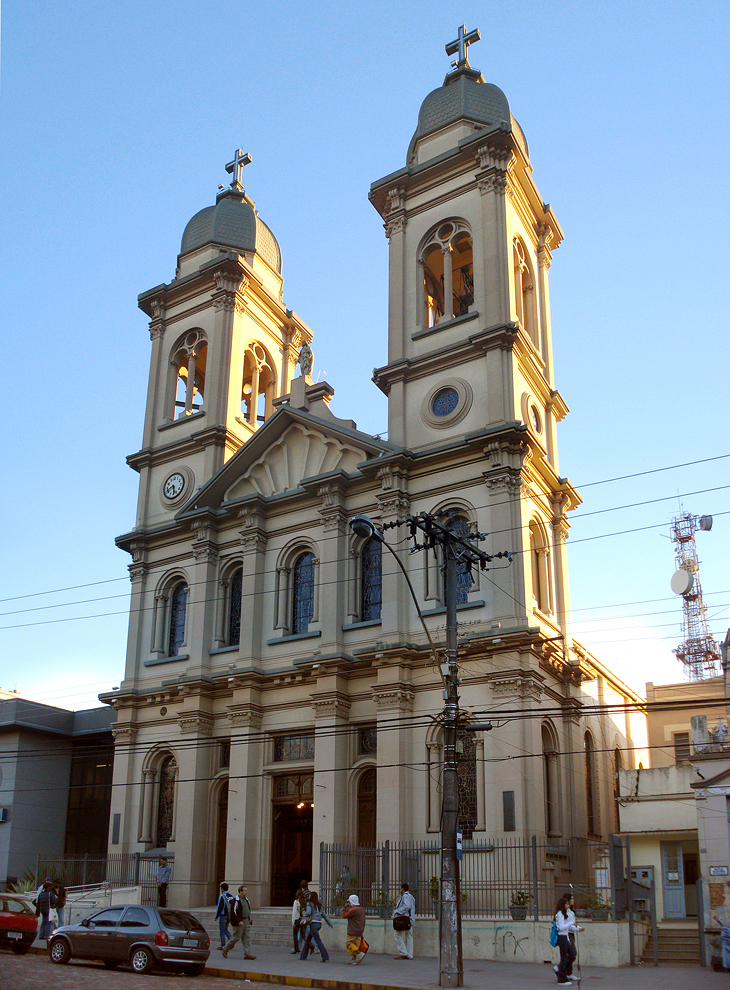
Kathedrale von Santa Maria